# Mei (Dinosaurier)
Mei ist eine Dinosauriergattung aus der Familie der Troodontidae innerhalb der Theropoda. Dieser kleine Dinosaurier lebte in der Unterkreide im heutigen China.

## Merkmale

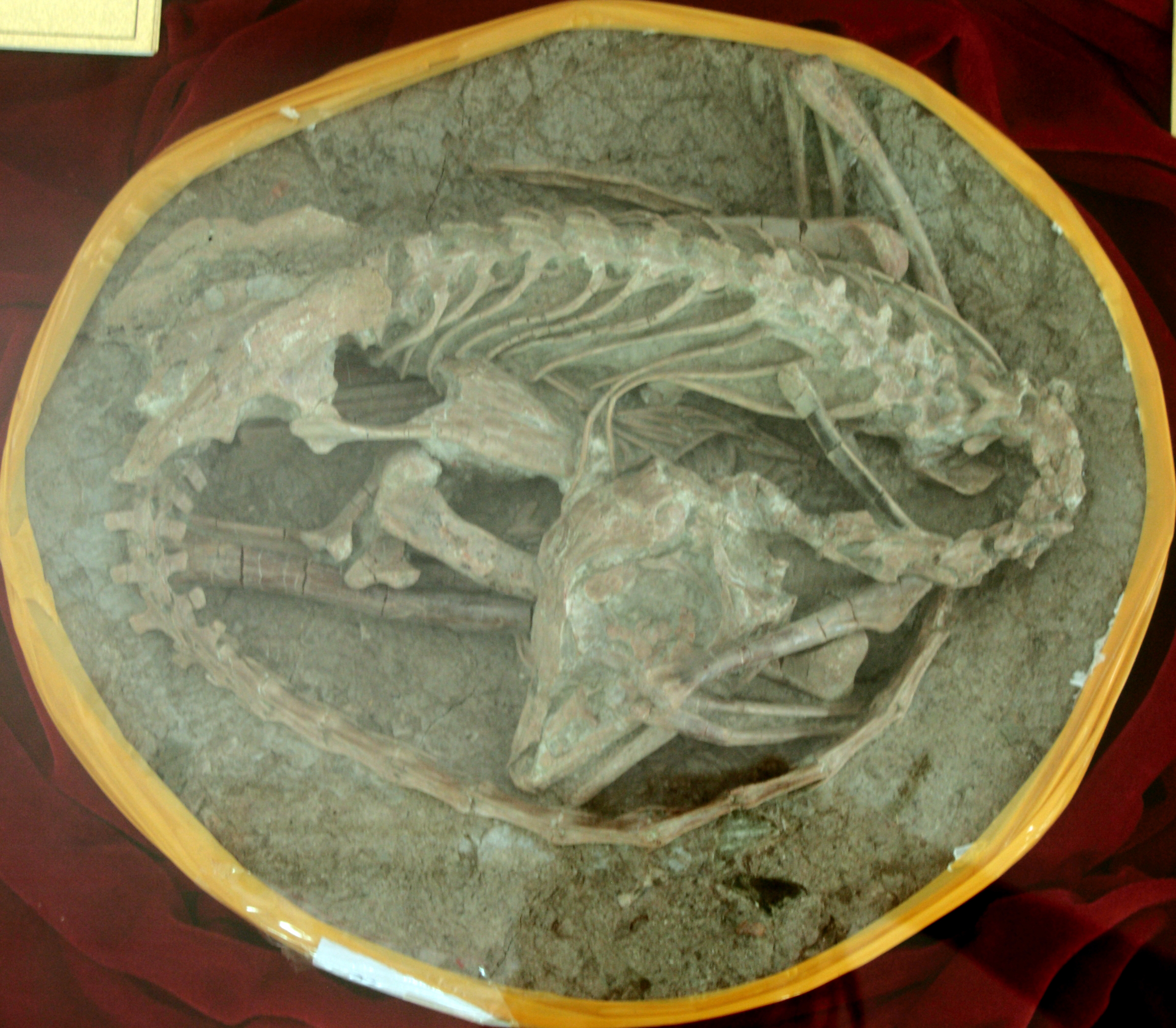
Fossiles Skelett von Mei

Von Mei ist das nahezu vollständig erhaltene Skelett eines noch nicht ganz ausgewachsenen Tieres erhalten. Es ist rund 0,5 Meter lang, das Tier dürfte in etwa Truthuhngröße erreicht haben. Wie alle Vertreter der Troodontidae war er ein schlank gebauter, vermutlich fleischfressender Dinosaurier. Das Integument ist nicht erhalten, ob Mei gefiedert war, ist nicht bekannt. Besonders am Fund von Mei war, dass das Tier offensichtlich im Schlaf starb und die Körperhaltung erkennen lässt. Der Kopf war unter den linken Arm gesteckt – eine Haltung, die auch bei heutigen Vögeln vorhanden ist – und der Schwanz um den Körper gewickelt. 

## Entdeckung und Benennung
Die fossilen Überreste von Mei wurden in der Yixian-Formation in der nordostchinesischen Provinz Liaoning gefunden und 2004 erstbeschrieben. Typusart und einzig bekannte Art ist Mei long. Der Name stammt aus dem Chinesischen, mei (寐) bedeutet „tief schlafend“ und long (龙) „Drachen“. Nach dem Namen Yi und gemeinsam mit Beg, Kol und Zby ist Mei der zweitkürzeste Gattungsname eines Dinosauriers. 
Die Funde werden in die Unterkreide (Hauterivium) auf ein Alter von 134 bis 131 Millionen Jahre datiert.

## Systematik
Systematisch wird Mei in die Troodontidae eingegliedert. Er gilt als relativ urtümlicher Vertreter dieser Gruppe und dürfte nahe mit Sinovenator verwandt gewesen sein. Die vogelartige Schlafhaltung ist ein weiteres Indiz für die Abstammung der Vögel aus den Theropoden und macht deutlich, dass vermutlich viele vogeltypische Verhaltensweisen schon bei dieser Dinosauriergruppe vorhanden waren.